# Ligue nationale de volley
La Ligue Nationale de Volley (ou LNV) est une association qui organise les compétitions nationales de volley-ball et qui structure l'élite nationale en France. Créée en 1987, elle s'appelait à l'origine la Ligue Promotionnelle de Volley-Ball et n'a changé de nom que depuis 1999. Son siège se situe à Choisy-le-Roi (94).
Au cours de l'Assemblée Générale du 26 septembre 2024, Jean Azéma est élu président de la LNV.
Depuis 1991, elle gère les trois divisions du volley-ball professionnel : la Marmara SpikeLigue (1ère division Masculine), la Saforelle Power 6 (1ère division Féminie), et la Ligue B masculine. La LNV s’attache en outre à créer des partenariats économiques afin de financer les structures et les opérations de promotions, qui étaient auparavant à la charge des clubs.

## Histoire

### Les présidents de la LNV
- Pierre Coquand (1987-1990 puis de mai 1996 au 12 octobre 2008).
- Jean-Louis David (1990-1993).
- Georges Mittard (1993-1994).
- Jean-Paul Aloro (de mai 1994 à mai 1996 et du 12 octobre 2008 au 25 octobre 2016).
- Alain Griguer (du 25 octobre 2016 au 18 décembre 2020).
- Yves Bouget[2] (du 18 décembre 2020 au 26 septembre 2024).
- Jean Azéma (depuis le 26 septembre 2024).

### Les directeurs de la LNV
- Yannick Souvré (2016[3]-2019[4])
- Gurvan Kervadec (2020[5]-2023[6])

## Identité visuelle

Avant 2015
À partir de 2015